# Antonín Kraft
Antonín (eller Anton) Kraft, född den 30 december 1752 i Rokycany, död den 28 augusti 1820 i Wien, var en böhmisk cellist och tonsättare. Han var far till Nikolaus Kraft.
Kraft, som var nära vän med Haydn, Mozart och Beethoven, ansågs på sin tid vara en av de främsta cellisterna och såväl Haydns Cellokonsert nr 2 i D-dur som cellostämman i Beethovens Trippelkonsert i C-dur skrevs för honom, även om Krafts son Nikolaus också påstås ha spelat trippelkonserten vid uruppförandet. Kraft hade från 1778 anställningar i furstliga kapell samt skrev en mängd kompositioner för violoncell och baryton.

## Verk
- 6 sonater för cello och continuo (utgivna som opus 1 och 2)
- 3 konsertanta duos för violin och cello, opus 3
- 1 cellokonsert, opus 4
- 2 duos för två celli, opus 5 och 6